# Horace Dawkins
Sir Horace Christian Dawkins KCB MBE (25 de dezembro de 1867 – 4 de fevereiro de 1944) foi um funcionário público britânico que serviu como escrivão no Parlamento do Reino Unido.
Ele foi educado em Eton College e Balliol College, Oxford. Durante a Primeira Guerra Mundial, ele serviu como Comandante de Divisão na Polícia Metropolitana Especial, e foi nomeado Membro da Ordem do Império Britânico no dia 7 de janeiro de 1918.
Dawkins foi nomeado Companheiro da Ordem do Banho nas honras de aniversário de 1925, enquanto Escriturário Assistente. Entre 1930 e 1937 ele serviu como escrivão na Câmara dos Comuns e foi nomeado Cavaleiro Comandante da Ordem do Banho no dia 31 de outubro de 1925.